# Under Wheels of Confusion
Under Wheels of Confusion – album kompilacyjny brytyjskiej grupy Black Sabbath, zawierający utwory z lat 1970–1987.

## Lista utworów
Dysk 1
1. „Black Sabbath”
2. „The Wizard”
3. „N.I.B.”
4. „Evil Woman”
5. „Wicked World”
6. „War Pigs”
7. „Paranoid”
8. „Iron Man”
9. „Planet Caravan”
10. „Hand of Doom”
11. „Sweet Leaf”
12. „After Forever”
13. „Children of the Grave”

Dysk 2
1. „Into the Void”
2. „Lord of This World”
3. „Orchid”
4. „Supernaut”
5. „Tomorrow’s Dream”
6. „Wheels of Confusion”
7. „Changes”
8. „Snowblind”
9. „Laguna Sunrise”
10. „Cornucopia”
11. „Sabbath Bloody Sabbath”
12. „Killing Yourself to Live”
13. „Hole in the Sky”
14. „Am I Going Insane (Radio)”

Dysk 3
1. „The Writ”
2. „Symptom of the Universe”
3. „Dirty Women”
4. „Back Street Kids”
5. „Rock ‘N’ Roll Doctor”
6. „She’s Gone”
7. „A Hard Road”
8. „Never Say Die”
9. „Neon Knights”
10. „Heaven and Hell”
11. „Die Young”
12. „Lonely is the Word”

Dysk 4
1. „Turn Up the Night”
2. „The Sign of the Southern Cross”
3. „Falling Off the Edge of the World”
4. „The Mob Rules”
5. „Voodoo”
6. „Digital Bitch”
7. „Trashed”
8. „Hot Line”
9. „In for the Kill”
10. „Seventh Star”
11. „Heart Like a Wheel”
12. „The Shining”
13. „Eternal Idol”